# Ontogenesi

Le fasi iniziali dell'embriogenesi umana.

L'ontogenesi (dal greco: on, óntos, 'ente' + genesi 'creazione', 'sviluppo') è l'insieme dei processi mediante i quali si compie lo sviluppo biologico di un organismo vivente dalla cellula ovarica fecondata (zigote) all'embrione fino all'individuo completo: dipende sia dal genoma, che caratterizza l'organismo, sia dall'ambiente nel quale il processo si svolge. Tale processo di sviluppo, per mezzo dell'informazione codificata nel patrimonio genetico (che presenta caratteristiche peculiari che differenziano ciascun essere vivente dall'altro), porta alla formazione di un individuo. L'ontogenesi è spesso messa in relazione con la filogenesi, ovvero l'evoluzione propria della specie a cui appartiene il singolo organismo.

## Storia
Il termine fu introdotto nel 1866 dal biologo tedesco Ernst Haeckel. Il termine è fra l'altro, molto utilizzato nella dizione 'ontogenesi molecolare', nel libro di Jacques Monod Il caso e la necessità.
È molto diffusa la locuzione: "l'ontogenesi ricapitola la filogenesi", che riassume la teoria di Haeckel per cui negli animali superiori l'ontogenesi riproduce, soprattutto nel periodo pre-natale, perinatale e nelle prime fasi della crescita, la filogenesi; tuttavia questa teoria ottocentesca, detta della "ricapitolazione", pur essendo stata molto presente nel pensiero e nella ricerca scientifica di tutto il Novecento, è attualmente screditata e da considerarsi scientificamente falsificata.